# P-taal
P-taal is een soort geheimtaal die op de volgende manieren kan worden gevormd: 
- door na elke klinker midden in een woord een p te zetten en daarna diezelfde klinker te herhalen, of
- door voor elke klinker in een woord -ep toe te voegen.

Hierdoor ontstaan woorden en zinnen die zeer moeilijk te verstaan zijn voor mensen die hieraan niet gewend zijn. Na enige oefening is vloeiend p-taal spreken geen probleem en kan men ook anderen makkelijk verstaan. 
Om p-taal te leren moet men vooral veel uitproberen en niet te veel nadenken tijdens het praten. Uiteindelijk kunnen er hele gesprekken in deze "geheimtaal" worden gehouden.
Hetzelfde procedé kan met andere medeklinkers en in andere talen dan het Nederlands worden toegepast, zoals in het Frans, Spaans en Portugees. De bekendste variant is de Língua do Pê, die in Brazilië wordt gebruikt.